# Gestalt-ima
A Gestalt-ima egy rövid kinyilatkozás, amit Fritz Perls fogalmazott meg, és a gestaltpszichológia szellemének egy tömör jelképévé vált.
A benne megfogalmazott gondolat lényege az, hogy az életünk fókusza a saját szükségleteink kielégítése kell legyen, anélkül, hogy annak felelősségét másokra hárítanánk át, vagy hagynánk, hogy mások hárítsák ránk a sajátjukat. Azt a gondolatot is szavakba önti, hogy az emberek igazán azáltal tudnak másoknak segíteni kielégíteni a szükségleteiket, hogy ők maguk kielégítik a sajátjaikat, és teret hagynak a minőségi egymásra találásra; azaz amikor ketten „egymásra találunk, az csodálatos”.

## A „Gestalt-ima” szövege
|  | „Én teszem az én dolgomat, te pedig teszed a te dolgodat. Én nem azért vagyok ezen a világon, hogy a te elvárásaidnak eleget tegyek. És te nem azért vagy ezen a világon, hogy az enyémeknek eleget tegyél. Te te vagy, és én én vagyok, s ha mi véletlenül egymásra találunk, az csodálatos. Ha nem, akkor nincs mit tenni.” |
|  | |

(magyar fordítás Birtalan Balázs blogjából; eredeti: Fritz Perls, Gestalt Therapy Verbatim, 1969)

## Fordítás
Ez a szócikk részben vagy egészben  a   Gestalt prayer című angol Wikipédia-szócikk ezen változatának fordításán alapul.  Az eredeti cikk szerkesztőit annak laptörténete sorolja fel. Ez a jelzés csupán a megfogalmazás eredetét és a szerzői jogokat jelzi, nem szolgál a cikkben szereplő információk forrásmegjelöléseként.